# Lotario Tomba
Lotario Tomba (Sarmato, 27 maggio 1749 – Piacenza, 15 settembre 1823) è stato un architetto italiano. Attivo soprattutto nel Piacentino, il suo stile architettonico spaziava tra il tardo barocco e il neoclassicismo.

## Biografia
Nato a Sarmato, nel 1749, nell'allora Ducato di Parma e Piacenza appena divenuto possedimento dei Borbone-Parma, si formò probabilmente col padre che era un operaio edile. Successivamente, studiò nel circolo di Ennemond Alexandre Petitot, architetto francese attivo a Parma tra il 1750 e il 1770. Nel 1785, Tomba andò a Roma e tra il 1778 e il 1796 lavorò come architetto del Comune di Piacenza, città dove sarà attivo per buona parte della sua vita e nella quale progettò diversi edifici pubblici e privati. Tra le sue opere più famose il Palazzo del Governatore, sede del governo locale, costruito tra il 1787 e il 1789; il Teatro Municipale, costruito tra il 1803 e il 1804 e ispirato al Teatro alla Scala di Milano, dopo che un incendio aveva distrutto il 24 dicembre 1798 il precedente Teatro della Cittadella.
Morì a Piacenza il 15 settembre 1823, all'età di 74 anni. Venne sepolto nel cimitero da lui concepito, ma la tomba andò poi distrutta.

## Opere
- Palazzo del Governatore[3][4] (1787-1789)
- Restauro della basilica di Santa Maria di Campagna (1791)
- Teatro Municipale (1803-1804)
- Palazzo Scotti di Montalbo
- Villa Mandelli di Bellena, a Fontevivo  (1811-1815)
- Cappella del Rosario nella basilica di San Giovanni in Canale
- Cimitero di Piacenza (1819-1821)